# Сковородин, Михаил Лазаревич
Михаи́л Ла́заревич Сковоро́дин (28 августа 1927, Докторово, Воронежская губерния — 21 декабря 2009) — советский, российский художник, скульптор, график.

## Биография
Родился в селе Докторово Воронежской губернии. Окончив семилетнюю летнюю школу и техникум, работал на заводе.
В 1949 поступил в Московский институт прикладного и декоративного искусства; с 1952 года вследствие объединения вузов продолжил обучение в Ленинградском Высшем художественно-промышленном училище имени В. И. Мухиной; учился у Е. Ф. Белашовой, В. И. Дерунова, В. И. Ингала, В. И. Козлинского, В. А. Оболенского, Ю. П. Поммера. Окончил училище в 1955 году.
С 1957 года — член Московского Союза художников.

### Семья
Сын — Дмитрий, скульптор, член МОСХ; внуки - Андрей и Иван.

## Творчество
Памятники по проектам М. Л. Сковородина установлены в городах России (Абакан, Барнаул, Калуга, Москва), Узбекистана (Бука), Кыргызстана (Ош). М. Л. Сковородин является автором около 700 графических и акварельных работ, часть из которых находится в частных коллекциях в Америке, Болгарии, Канаде, Польше.

### Памятники
- Монументальные рельефы (воинский памятник) — Бука (Узбекистан), 1962
- Воинам Хакасии 1941—1945 — Абакан, Уралмаш, 1976[2]
- «Освобождение Калуги от фашистских захватчиков 30.12.1941 г.» (мемориальный комплекс) — 1981

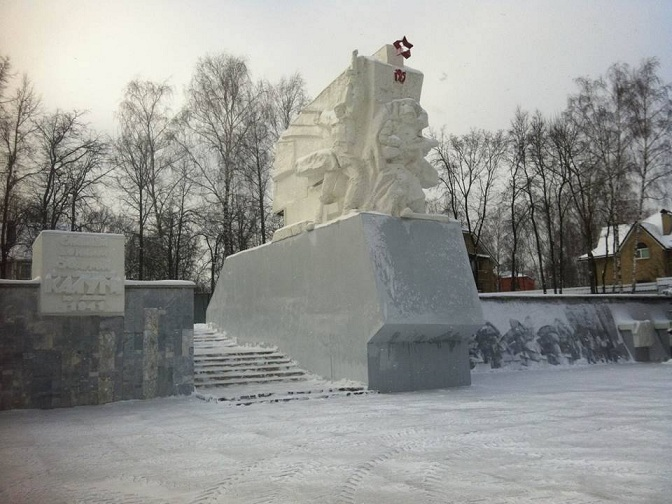
V Kaluge mini

- «Хозяин целинных полей» (монумент подвигу целинников) — Барнаул, 1985 (эскиз 1957 года)[3]

Zelinnik mini

- Памятник погибшим на стадионах мира — Москва, Лужники, 1992
- Приз ФИФА лучшему вратарю имени Льва Яшина — 1994

### Выставки
персональные
- 2004 (март) — к 50-летию творческой деятельности (Московский Дом скульпторов); участие
- 1957 (апрель-май) — 3-я выставка молодых художников Москвы и Московской области (выставочный зал Московского Союза художников; Кузнецкий мост, 11)
- 1957 (июль-август) — выставка молодых художников СССР к VI фестивалю молодёжи и студентов
- 1957 — выставка скульптуры (Дом художников; Кузнецкий мост, 20)
- 1958 (июнь-июль) — 4-я выставка молодых художников Москвы (выставочный зал Московского Союза художников; Кузнецкий мост, 11)
- 1958 (октябрь) — Всесоюзная выставка 40 лет ВЛКСМ (Манеж)
- 1959 — 5-я выставка молодых художников Москвы (выставочный зал Московского Союза художников; Кузнецкий мост, 11)
- 1962 (декабрь) — Выставка 30 лет МОСХ (Манеж)
- 1964—1965 — «Москва — столица нашей Родины» (выставочный зал Московского Союза художников; Кузнецкий мост, 11)
- 1965 (ноябрь) — Выставка этюдов и рисунков московских скульпторов (выставочный зал Московского Союза художников; Кузнецкий мост, 11)
- 1970 — «25 лет Победы советского народа в Великой Отечественной войне» (Манеж)
- 1970 — Выставка художников Москвы к 100-летию со дня рождения В. И. Ленина
- 1970 (сентябрь) — «Советская сатира на линии огня» (выставочный зал Московского Союза художников; Кузнецкий мост, 11)
- 1973 — «На страже Родины»
- 1975 — «Московские художники к XXV съезду КПСС»
- 1975 (апрель — май) — Выставка к 30-летию Великой Победы (выставочный зал Московского Союза художников; Кузнецкий мост, 11)
- 1975 — Всесоюзная выставка «30 лет Великой Победы» (Манеж)
- 1975 — «20 лет Варшавскому договору» (выставочный зал Московского Союза художников; Кузнецкий мост, 11)
- 1977 — «60 лет Великого Октября» (Манеж)
- 1979 — «25 лет Демократической Республике Вьетнам» (Музей Революции)
- 1988 — «Мы из Марьиной Рощи» / Групповая выставка Г. Ф. Ефимочкина, О. С. Кирюхина, М. Л. Сковородина (выставочный зал Октябрьского района)
- 1993 — 1-я Всесоюзная выставка скульптуры (Центральный Дом художников; Крымская набережная, 14)
- 1997 — «850 лет Москве» (выставочный зал Московского Союза художников; Кузнецкий мост, 11)
- 1997 — 65-летие Московского союза художников (выставочный зал Московского Союза художников; Кузнецкий мост, 11)

## Награды и признание
- почётный диплом обкома КПСС и исполкома областного Совета депутатов трудящихся Абакана
- почётная грамота Абаканского горкома КПСС и исполкома городского Совета депутатов трудящихся
- благодарственное письмо городской управы (Калуга)
- почётная грамота Московской организации Союза художников РСФСР — за большой творческий вклад в развитие советского изобразительного искусства и активную общественную деятельность.
- медаль «В память 850-летия Москвы»
- Заслуженный художник России (2008)